# Guida suprema dei talebani
La guida suprema dei talebani (in pashtu: د افغانستان مشر, Də Afġānistān Damshīr; in dari رهبر افغانستان, Rahbar-e Afghānistān), ufficialmente guida suprema dell'Emirato Islamico dell'Afghanistan e anche denominato con il suo titolo religioso Amir al-Mu'minin (in arabo, lett. "Comandante dei fedeli"), è il capo di Stato e leader religioso dell'Afghanistan, nonché capo dei talebani. La guida suprema possiede un'autorità illimitata ed è la fonte ultima dell'interità della legge.
La prima guida suprema, il Mullā Mohammed Omar, creò la carica nel 1994 e governò l'Afghanistan dal 1996 al 2001, anno in cui il governo venne rovesciato dagli Stati Uniti d'America. L'attuale guida suprema è Hibatullah Akhundzada, che assunse l'incarico in esilio durante l'insurrezione talebana il 25 maggio 2016, dopo essere stato scelto dal Consiglio direttivo. Salì al potere il 15 agosto 2021 con la vittoria dei talebani contro le forze capeggiate dagli Stati Uniti nella guerra del 2001-2021. Dal momento in cui è salito al potere, Akhundzada ha emanato numerosi decreti che hanno rimodellato profondamente il governo e la vita quotidiana in Afghanistan, dov'è stata implementata la sua rigorosa interpretazione della scuola Hanafi della legge della Shari'a. La guida suprema nomina e gestisce le attività del primo ministro e degli altri membri del gabinetto, nonché dei giudici e dei capi provinciali e locali.

## Lista delle guide supreme
| Nº | Nome                                                             | In carica                       | In carica                            |
| Nº | Nome                                                             | Guida suprema                   | Capo di Stato dell'Afghanistan       |
| -- | ---------------------------------------------------------------- | ------------------------------- | ------------------------------------ |
| 1  | Mullā Mohammed Omar                                              | 4 aprile 1996 – 23 aprile 2013  | 27 settembre 1996 – 13 novembre 2001 |
| 2  | Mullā Akhtar Mansour                                             | 23 aprile 2013 – 21 maggio 2016 | –                                    |
| 3  | Mawlawi, Mullā, Amir al-Mu'minin e sceicco Hibatullah Akhundzada | 25 maggio 2016 – in carica      | 15 agosto 2021 – in carica           |